# Adschil Dschalal Ismail Jussif

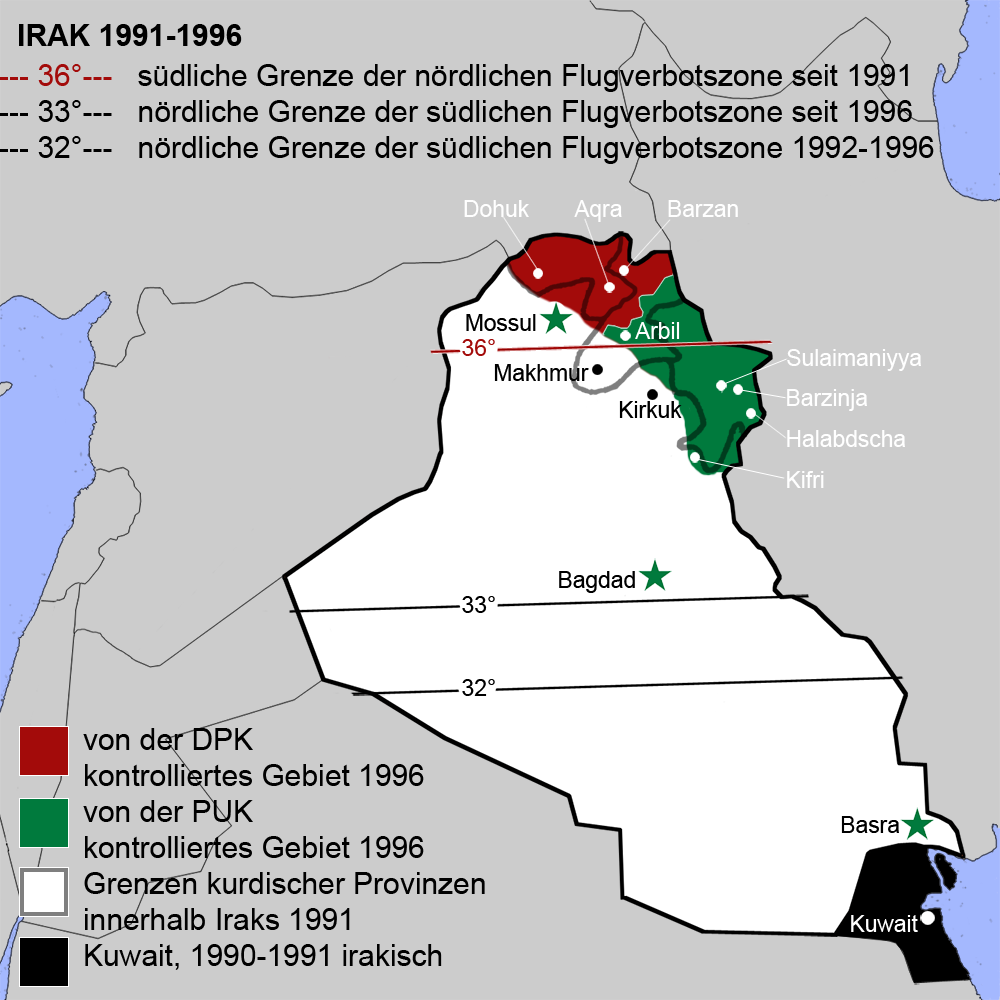
Im Gegensatz zur übrigen Kurden-Region konnte die irakische Regierung al-Salihis Heimat Machmur behaupten.

Adschil Dschalal Ismail Jussif (* 1948 in Machmur, Irak), genannt as-Salihi (al-Salihi), ist ein ehemaliger kurdischer Politiker im Irak.
Nach dem Besuch der Polizeischule studierte as-Salihi erst Wirtschaft und Recht und danach Islamische Philosophie. Daraufhin wurde er Polizeichef von Erbil, dann Gouverneur von Erbil. Im Exekutivrat (Regionalregierung) der von der irakischen Regierung eingerichteten Kurdischen Autonomen Region war er Generalsekretär (Minister) für Wirtschaft und Finanzen.
Nach dem Kuwait-Krieg stand jedoch ab 1991 der Großteil der Kurden-Region unter Kontrolle regierungsfeindlicher Rebellen. An den irakischen Parlamentswahlen konnte die Region nicht mehr teilnehmen. Die für die kurdischen Wahlkreise vorgesehenen 30 Abgeordnetensitze wurden daher mit von Präsident Saddam Hussein ausgewählten Kurden besetzt. Als einer dieser Nominierten gelangte as-Salihi sowohl 1996 und als auch 2000 als Abgeordneter für den Wahlkreis Erbil in die irakische Nationalversammlung. Im Oktober 1996 und im April 2000 wurde er zu einem der beiden stellvertretenden Sprecher der Nationalversammlung gewählt und war somit bis zur US-alliierten Eroberung Iraks 2003 Stellvertreter des Parlamentspräsidenten Saadun Hammadi.